# Ziekenverzorgende
Ziekenverzorgende is de oude benaming voor een zorgverlenende functionaris in de gezondheidszorg.
In Vlaanderen valt het beroep nu onder de term zorgkundige en in Nederland wordt de kwalificatie verzorgende individuele gezondheidszorg (VIG) gebruikt. 